# Jorge Fons
Jorge Fons Pérez (Tuxpan, Veracruz, México, 23 de abril de 1939 - Ciudad de México, México, 22 de septiembre de 2022) fue un director de cine mexicano tres veces galardonado con el Premio Ariel, considerado un referente en el cine mexicano.

## Biografía
Jorge Fons pertenece a la primera generación de directores de cine egresados del Centro Universitario de Estudios Cinematográficos (CUEC) de la UNAM. Su cortometraje Caridad (1973) sigue siendo considerado una de las mejores obras del cine mexicano. De toda su filmografía, cabe destacar Los albañiles que, basada en la novela de Vicente Leñero, muestra un interesante juego estructural que da brillo y eficacia a la narrativa. También destacan Rojo amanecer (1989) y El callejón de los milagros (1995). Esta última, que rompe con los esquemas clásicos de narración lineal en el cine, está basada en el libro homónimo de Naguib Mahfuz, de 1947 (زقق المدق). En agosto del 2010 estrenó su película El atentado, basada en la novela El expediente del atentado, de Álvaro Uribe, acerca del incidente del que salió ileso don Porfirio Díaz. De 1998 a 2002 fue presidente de la Academia Mexicana de Artes y Ciencias Cinematográficas. En 2011 fue distinguido con el Premio Nacional de Ciencias y Artes en el área de Bellas Artes.

## Filmografía

### Cine
- Quebranto (2013) Documental - protagonista
- El atentado (2010)
- La cumbre (2003)
- El callejón de los milagros (1995)
- Rojo amanecer (1989)
- Templo mayor (1988)
- Diego Rivera; vida y obra (1986)
- Indira 1985 Documental
- Así es Vietnam (1979) Documental
- El hombre mono (1978) Guion de J. Fons, L. Carrión y J. Tovar
- Los albañiles (1976)
- La ETA (1974)
- Escuela tecnológica agropecuaria (1974)
- Los cachorros (1973)
- Cinco mil dólares de recompensa (1972)
- Fe, esperanza y caridad (1972) Episodio "Caridad"
- Jory (1972)
- Tú, yo, nosotros (1970) Episodio "Nosotros"
- El quelite (1969)
- Trampas de amor (1968) Episodio "La sorpresa"
- Los Caifanes (1966) Coordinador artístico.
- Amor, amor, amor (1965) Epílogo "Las dos Elenas" (Asistente de dirección)
- Los bienamados (1965) Episodio "Un alma pura" (Asistente de dirección)
- Pulquería La Rosita (1964) (Asistente de dirección)

### Televisión
- Sueño de amor (2016)
- Mi corazón es tuyo (2014/15)
- Porque el amor manda (2012/13)
- Una familia con suerte (2011/12)
- Mi pecado (2009)
- Mientras haya vida (2007)
- Gitanas (2004)
- Cara o cruz (2001)
- Si Dios me quita la vida (1995)
- Segunda parte de El vuelo del águila (1994)
- Yo compro esa mujer (1990)
- La casa al final de la calle (1988)
- El que sabe, sabe (1980)

## Premios y distinciones
Festival Internacional de Cine de Berlín
| Año  | Categoría    | Película      | Resultado |
| ---- | ------------ | ------------- | --------- |
| 1977 | Oso de Plata | Los albañiles | Ganador   |

Festival Internacional de Cine de San Sebastián
| Año  | Categoría                  | Película      | Resultado |
| ---- | -------------------------- | ------------- | --------- |
| 1990 | Premio Especial del Jurado | Rojo amanecer | Ganador   |

Premios TVyNovelas
| Año  | Categoría                 | Telenovela                   | Resultado |
| ---- | ------------------------- | ---------------------------- | --------- |
| 2015 | Mejor dirección de escena | Mi corazón es tuyo           | Nominado  |
| 2014 | Mejor dirección de escena | Porque el amor manda         | Nominado  |
| 2010 | Mejor dirección de escena | Mi pecado                    | Nominado  |
| 1995 | Mejor dirección de escena | El vuelo del águila          | Ganador   |
| 1990 | Mejor dirección de escena | La casa al final de la calle | Ganador   |

Premios ACE
| Año  | Categoría      | Película              | Resultado |
| ---- | -------------- | --------------------- | --------- |
| 1991 | Mejor Director | Yo compro a esa mujer | Ganador   |

- En 2005 le concedieron el Mayahuel de Plata por su trayectoria en el cine nacional de México.
- En 2011 se le otorgó el Premio Nacional de Ciencias y Artes en el área de Bellas Artes.